# Dolní Studénky
Obec Dolní Studénky (německy Schönbrunn) se nachází v okrese Šumperk v Olomouckém kraji, zhruba 3,5 km jižně od Šumperka. Žije zde přibližně 1 400 obyvatel.
V obci se nachází základní škola (1.–5. ročník) a dvě mateřské školy. V budově obecního úřadu sídlí pobočka České pošty, místní knihovna, dětská lékařka a kadeřnictví. Působí zde několik místních zájmových organizací – Sbor dobrovolných hasičů, Tělovýchovná jednota Sokol, Český svaz žen, Český zahrádkářský svaz, myslivecké sdružení a Český svaz chovatelů. Centrem kulturního a sportovního dění je modernizovaný areál za budovou Sokola.
Každé léto se v obci koná mezinárodní hudební festival Hudba bez hranic, který v jeho průběhu navštíví až 5 tisíc lidí. Festival vrcholí koncerty populárních českých a slovenských zpěváků a zpěvaček (vystupovali tu např. Lucie Bílá, Václav Neckář, Jana Kirscher, Miro Žbirka, skupina Olympic a další). Mezi další pravidelné akce patří obecní a hasičské plesy, zahradní posezení, pálení čarodějnic, turnaje ve volejbale (Turnaj osvobození, Odborářský turnaj), pohárové soutěže hasičů, pálení čarodějnic nebo Vánoční koncerty.
Obec v roce 2017 vydala aktualizovaný sborník Dolní Studénky, Králec, Třemešek: Příběh obce v údolí Desné popisující historii a současnost vesnice. O části obce Třemešek a jeho historii pojednává kniha Historie zámku a panství Třemešek. Čtyřikrát ročně vychází Dolnostudénský zpravodaj.
Nejvyšším bodem obce je v její východní části vrchol Dražník (507 m n. m.), nejníže položeným bodem je pak hranice obce se Sudkovským potokem (295 m n. m.).

## Historie
První písemná zmínka o obci pochází z roku 1353. Od 1. ledna 1980 do 23. listopadu 1990 byla obec spolu se svou částí Králec součástí města Šumperk.

## Obyvatelstvo
V obci k 1. lednu 2023 žilo 1 405 obyvatel, z toho 694 mužů (49,4 %) a 711 žen (50,6 %). Průměrný věk obyvatel obce je 43,7 let. V obci k 1. lednu 2024  žilo s povoleným pobytem 30 cizinců, z toho 8 cizinců s trvalým a 22 cizinců s přechodným pobytem. Z celkového počtu cizinců bylo 8 státních příslušníků Evropské unie a 22 státních příslušníků třetích zemí. V souvislosti s válkou na Ukrajině mělo na území obce ke dni 28. ledna 2024 hlášen pobyt 21 občanů Ukrajiny s udělenou dočasnou ochranou.

### Sčítání lidu 2011
Ke dni sčítání lidu v roce 2011 v obci žilo 1 257 lidí ve 498 hospodařících domácnostech.

#### Pohlaví a rodinný stav
Z celkového počtu obyvatel bylo 634 mužů (50,4 %) a 623 žen (49,6 %). Svobodných bylo 465 obyvatel (37 %; 263 mužů, 202 žen), ženatých nebo vdaných 584 obyvatel (46,5 %), rozvedených 109 obyvatel (8,7 %; 56 mužů, 53 žen), vdovců nebo vdov 98 osob.

#### Vzdělání
Celkem v obci žilo 1 080 lidí ve věku 15 a více let (85,9 %; 543 mužů, 537 žen). Základní (včetně neukončeného) vzdělání mělo 191 obyvatel (17,7 %; 60 mužů, 131 žen), střední včetně vyučení (bez maturity) mělo 424 obyvatel (39,3 %; 265 mužů, 159 žen), úplného středního vzdělání s maturitou dosáhlo 285 obyvatel (26,4 %; 121 mužů, 164 žen), nástavbové studium mělo 31 obyvatel (2,9 %; 16 mužů. 15 žen), vyššího odborného vzdělání dosáhlo 14 obyvatel (1,3 %; 9 mužů, 5 žen) a vysokoškolské vzdělání mělo 106 obyvatel (9,8 %; 55 mužů, 51 žen).

#### Národnost
Z celkového počtu obyvatel se k české národnosti hlásilo 680 obyvatel (54,1 %; 342 mužů, 338 žen), moravské národnosti 222 obyvatel (17,7 %; 122 mužů, 100 žen), slezské národnosti 1 žena, slovenské národnosti 6 obyvatel (2 muži, 4 ženy), polské národnosti 1 žena a německé národnosti 1 žena. Národnost nebyla uvedena u 304 obyvatel (24,2 %; 150 mužů, 154 žen).

#### Náboženství
Z celkového počtu obyvatel bylo věřících 296 lidí (23,6 %), z nichž 102 (48 mužů, 54 žen) se nehlásilo k žádné církvi ani náboženské společnosti a 194 (86 mužů, 108 žen) se hlásilo k církvi nebo náboženské společnosti. Celkem se k římskokatolické církvi hlásilo 162 obyvatel (72 mužů, 90 žen), k církvi československo husitské 3 obyvatelé (1 muž, 2 ženy), k českobratrské církvi evangelické 3 obyvatelé (1 muž, 2 ženy), k náboženské společnosti Svědkové Jehovovi se hlásili 3 obyvatelé (1 muž, 2 ženy) a k pravoslavné církvi v českých zemích 6 obyvatel (5 mužů, 1 žena). Bez náboženské víry bylo 444 obyvatel (35,3 %; 241 mužů, 203 žen) a svou náboženskou víru neuvedlo 517 obyvatel (41,1 %; 259 mužů, 258 žen).

### Sčítání lidu 2021
Ke dni sčítání lidu v roce 2021 v obci žilo 1 314 lidí ve 542 hospodařících domácnostech.

#### Pohlaví a rodinný stav
Z celkového počtu 1 314 obyvatel bylo 632 mužů (48,1 %) a 682 žen (51,9 %). Z celkového počtu obyvatel bylo 513 svobodných (39 %; 271 mužů, 242 žen), 588 ženatých nebo vdaných (44,7 %), 112 rozvedených (8,5 %; 49 mužů, 63 žen) a 97 ovdovělých (7,3 %, 15 mužů, 82 žen).

#### Vzdělání
Z celkového počtu 1 100 obyvatel starších 15 let (83,7 %, 530 mužů, 570 žen) byly 4 obyvatelé bez dosaženého vzdělání (0,3 %, 1 muž, 3 ženy), 133 se základním (včetně neukončeného) vzděláním (10,1 %, 44 mužů, 89 žen), 394 se středním vzděláním včetně vyučení (bez maturity) (30 %, 225 mužů, 169 žen), 366 s úplným středním vzděláním s maturitou (27,9 %, 164 mužů, 202 žen), 11 s vyšším odborným vzděláním (0,8 %, 6 mužů, 5 žen) a 152 s vysokoškolským vzděláním (11,6 %, 66 mužů, 86 žen). U 40 obyvatel nebylo vzdělání zjištěno.

#### Národnost
Z celkového počtu 1 314 obyvatel se k české národnosti hlásilo 749 obyvatel (57 %), moravské 221 (16,8 %), slovenské 8 (0,6 %), polské 4 (0,3 %), ruské 3 (0,2 %), ukrajinské 1, vietnamské 1. Národnost neuvedlo 396 obyvatel (30,1 %).

#### Náboženství
Z celkového počtu 1 314 obyvatel bylo věřících 282 (21,5 %), z nichž 140 (10,7 %, 62 mužů, 78 žen) se nehlásilo k žádné církvi ani náboženské společnosti a 142 (10,8 %, 54 mužů, 88 žen) se hlásilo k církvi nebo náboženské společnosti. Celkem se k římskokatolické církvi hlásilo 95 obyvatel (7,2 %), k církvi československo husitské 2 (0,2 %) a k českobratrské církvi evangelické 2 (0,2 %). Bez náboženské víry bylo 671 obyvatel (51,1 %; 340 mužů, 331 žen) a svou náboženskou víru neuvedlo 361 obyvatel (27,5 %; 176 mužů, 185 žen).

### Nezaměstnanost
Podíl nezaměstnaných na počtu obyvatel obce ve věku 15–65 let k 31.12.2023 činil 2,7 % (2 % u mužů, 3,4 % u žen). Nejvyšší podíl nezaměstnaných byl zaznamenán v roce 2011 kdy činil 9 %.

## Doprava
Hlavní silnicí v obci je III/3703 spojující obce Postřelmov–Sudkov–Dolní Studénky–Šumperk. Místní částí Králec a Třemešek prochází silnice III/44635 spojující Dolní Studénky a Nový Malín. Severovýchodní částí obce prochází silnice III/44636 spojující Třemešek–Šumperk. Západní částí obce bude procházet stavba I/44 Bludov-obchvat s předpokládaným uvedením do provozu v roce 2023. Na tento obchvat bude v budoucnu navazovat přeložka silnice I/44 v úseku Šumperk–Rapotín.
Obcí prochází cyklotrasa 6114 Nedvězí–Šumperk–Velké Losiny–Staré Město–státní hranice s Polskem a cyklotrasa 6187 Dolní Studénky–Šumperk–Velké Losiny–Vernířovice.
Turistické rozcestníky v obci jsou Dolnostudénská, Králec, U Třemešku a Třemešek-zámek.

## Části obce
Obec se člení na dvě části:
- Dolní Studénky
- Králec

## Volby

### Volby do zastupitelstva obce

#### Volby do zastupitelstva obce 2018
| Počet volených zastupitelů | Počet volebních obvodů | Voliči v seznamu | Vydané obálky | Volební účast v % | Odevzdané obálky | Platné hlasy |
| -------------------------- | ---------------------- | ---------------- | ------------- | ----------------- | ---------------- | ------------ |
| 15                         | 1                      | 1120             | 618           | 55,18             | 618              | 8 534        |

| Kandidátní listina            | Kandidát               | Věk | Navrhující strana | Politická příslušnost | Hlasy abs. |
| ----------------------------- | ---------------------- | --- | ----------------- | --------------------- | ---------- |
| STAROSTOVÉ A NEZÁVISLÍ        | Sršeň Radim Ing. Ph.D. | 38  | STAN              | STAN                  | 403        |
| STAROSTOVÉ A NEZÁVISLÍ        | Dolníček Jakub Mgr.    | 30  | STAN              | BEZPP                 | 356        |
| STAROSTOVÉ A NEZÁVISLÍ        | Strnad Michal          | 49  | STAN              | BEZPP                 | 336        |
| STAROSTOVÉ A NEZÁVISLÍ        | Milan Churavý JUDr.    | 65  | STAN              | BEZPP                 | 328        |
| STAROSTOVÉ A NEZÁVISLÍ        | Sršňová Vlasta Mgr.    | 68  | STAN              | BEZPP                 | 319        |
| STAROSTOVÉ A NEZÁVISLÍ        | Musílková Helena MUDr. | 66  | STAN              | BEZPP                 | 290        |
| STAROSTOVÉ A NEZÁVISLÍ        | Valentová Jiřina       | 52  | STAN              | BEZPP                 | 239        |
| STAROSTOVÉ A NEZÁVISLÍ        | Řeháková Naděžda Ing.  | 58  | STAN              | BEZPP                 | 238        |
| STAROSTOVÉ A NEZÁVISLÍ        | Ženožička Radim        | 37  | STAN              | BEZPP                 | 231        |
| SPOLEČENSKÉ ORGANIZACE        | Strnad Petr            | 45  | NK                | BEZPP                 | 189        |
| ZA PROSPERITU OBCE            | Nevrlá Olga Bc.        | 48  | NK                | BEZPP                 | 152        |
| SNK – za další rozvoj obce    | Rutar Martin           | 44  | NK                | BEZPP                 | 140        |
| SPOLEČENSKÉ ORGANIZACE        | Vladimír Dolníček      | 60  | NK                | BEZPP                 | 134        |
| Křesť.demokr.unie-Čs.str.lid. | Vilhelm Tomáš MUDr.    | 47  | KDU-ČSL           | KDU-ČSL               | 126        |
| Za rozvoj Dol. Stud., Kr. a T | Jílek Adolf Ing.       | 69  | TOP 09            | TOP 09                | 107        |

#### Volby do zastupitelstva obce 2022
| Počet volených zastupitelů | Počet volebních obvodů | Voliči v seznamu | Vydané obálky | Volební účast v % | Odevzdané obálky | Platné hlasy |
| -------------------------- | ---------------------- | ---------------- | ------------- | ----------------- | ---------------- | ------------ |
| 15                         | 1                      | 1 144            | 587           | 51,31             | 586              | 7 384        |

| Kandidátní listina         | Kandidát                | Věk | Navrhující strana | Politická příslušnost | Hlasy abs. |
| -------------------------- | ----------------------- | --- | ----------------- | --------------------- | ---------- |
| Společenské organizace     | Kranichová Věra         | 68  | NK                | BEZPP                 | 114        |
| Společenské organizace     | Poláchová Miroslava     | 54  | NK                | BEZPP                 | 102        |
| KDU-ČSL                    | Jančík Jiří Mgr.        | 40  | KDU-ČSL           | KDU-ČSL               | 115        |
| KDU-ČSL                    | Jílková Marie Ing. Mgr. | 72  | KDU-ČSL           | BEZPP                 | 100        |
| STAROSTOVÉ A NEZÁVISLÍ     | Sršeň Radim Ing. Ph.D.  | 42  | STAN              | STAN                  | 245        |
| STAROSTOVÉ A NEZÁVISLÍ     | Dolníček Jakub Mgr.     | 34  | STAN              | STAN                  | 234        |
| STAROSTOVÉ A NEZÁVISLÍ     | Strnad Michal           | 53  | STAN              | STAN                  | 234        |
| STAROSTOVÉ A NEZÁVISLÍ     | Churavý Milan JUDr.     | 69  | STAN              | BEZPP                 | 203        |
| STAROSTOVÉ A NEZÁVISLÍ     | Sršňová Vlasta Mgr.     | 72  | STAN              | BEZPP                 | 174        |
| STAROSTOVÉ A NEZÁVISLÍ     | Musílková Helena MUDr.  | 70  | STAN              | BEZPP                 | 161        |
| Za prosperitu obce         | Nevrlá Olga Bc.         | 52  | NK                | BEZPP                 | 157        |
| Za prosperitu obce         | Mihulková Zdeňka Ing.   | 37  | NK                | BEZPP                 | 119        |
| Za prosperitu obce         | Mihulka Jiří            | 60  | NK                | BEZPP                 | 115        |
| SNK – za další rozvoj obce | Rutar Martin            | 48  | NK                | BEZPP                 | 147        |
| SNK – za další rozvoj obce | Plhák Vítězslav Ing.    | 55  | NK                | BEZPP                 | 108        |

### Volby prezidenta republiky 2023
|         | Voliči v seznamu | Vydané obálky | Volební účast v % | Odevzdané obálky | Platné hlasy |
| ------- | ---------------- | ------------- | ----------------- | ---------------- | ------------ |
| 1. kolo | 1 151            | 828           | 71,94             | 828              | 824          |
| 2. kolo | 1 129            | 862           | 76,35             | 862              | 856          |

| Kandidát                         | Navrhující strana | Politická příslušnost | 1. kolo hlasy | 1. kolo % | 2. kolo hlasy | 2. kolo % |
| -------------------------------- | ----------------- | --------------------- | ------------- | --------- | ------------- | --------- |
| Fischer Pavel                    | Senátoři          | BEZPP                 | 44            | 5,33      | X             | X         |
| Bašta Jaroslav                   | Poslanci          | SDP                   | 57            | 6,91      | X             | X         |
| Pavel Petr Ing. M.A.             | Občan             | BEZPP                 | 212           | 25,72     | 418           | BEZPP     |
| Zima Tomáš prof. MUDr. DrSc.     | Senátoři          | BEZPP                 | 7             | 0,84      | X             | X         |
| Nerudová Danuše prof. Ing. Ph.D. | Občan             | BEZPP                 | 113           | 13,71     | X             | X         |
| Babiš Andrej Ing.                | Poslanci          | ANO                   | 337           | 40,89     | 438           | 51,16     |
| Diviš Karel PhDr.                | Občan             | BEZPP                 | 21            | 2,54      | X             | X         |
| Hilšer Marek MUDr. Bc. Ph.D.     | Senátoři          | MHS                   | 33            | 4,00      | X             | X         |

## Pamětihodnosti
- renesanční náhrobníky Bukůvků z Bukůvky osazené na jižní zdi kostela sv. Linharta
- renesanční zámek v části obce Třemešek

## Galerie

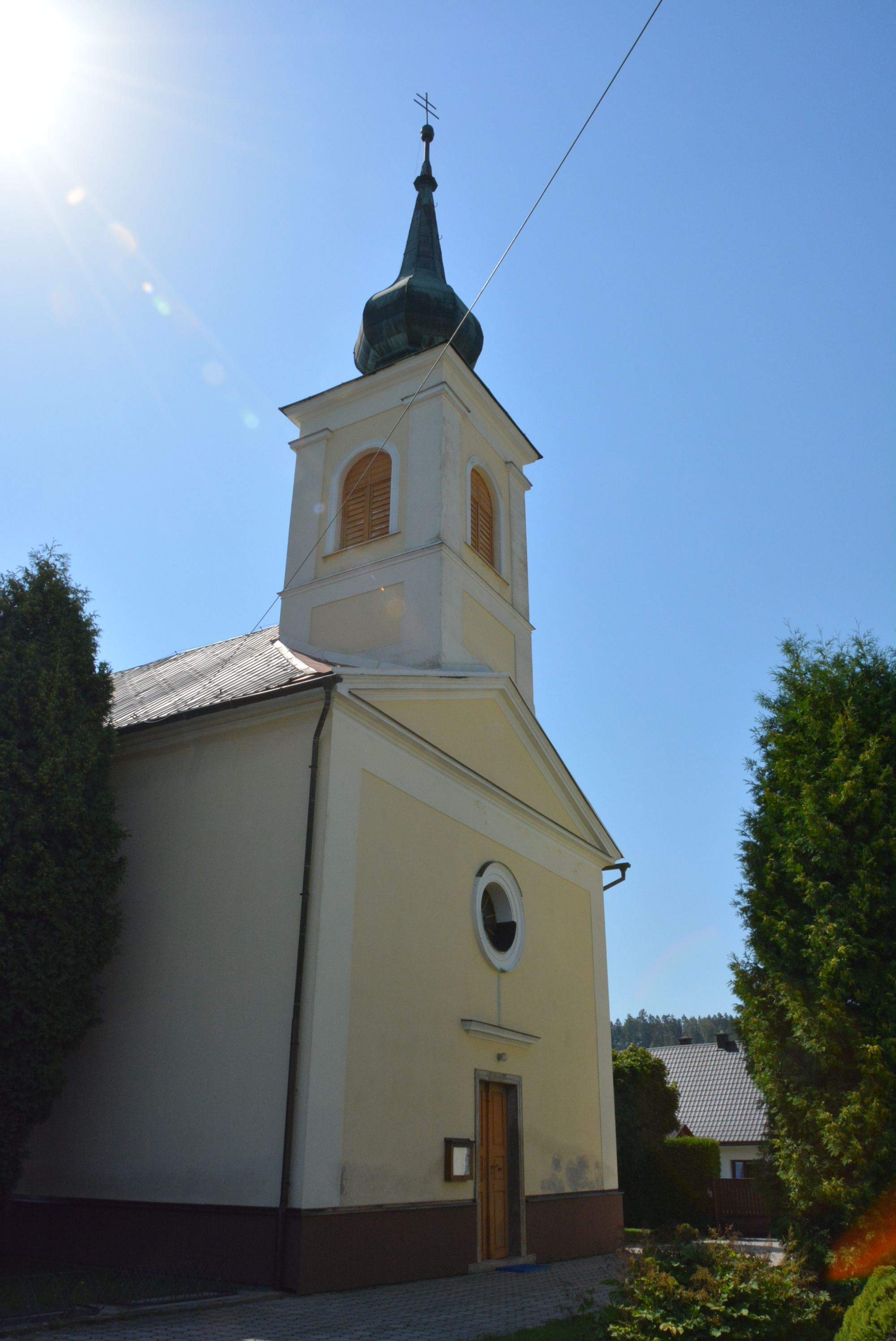
Kostel sv. Linharta
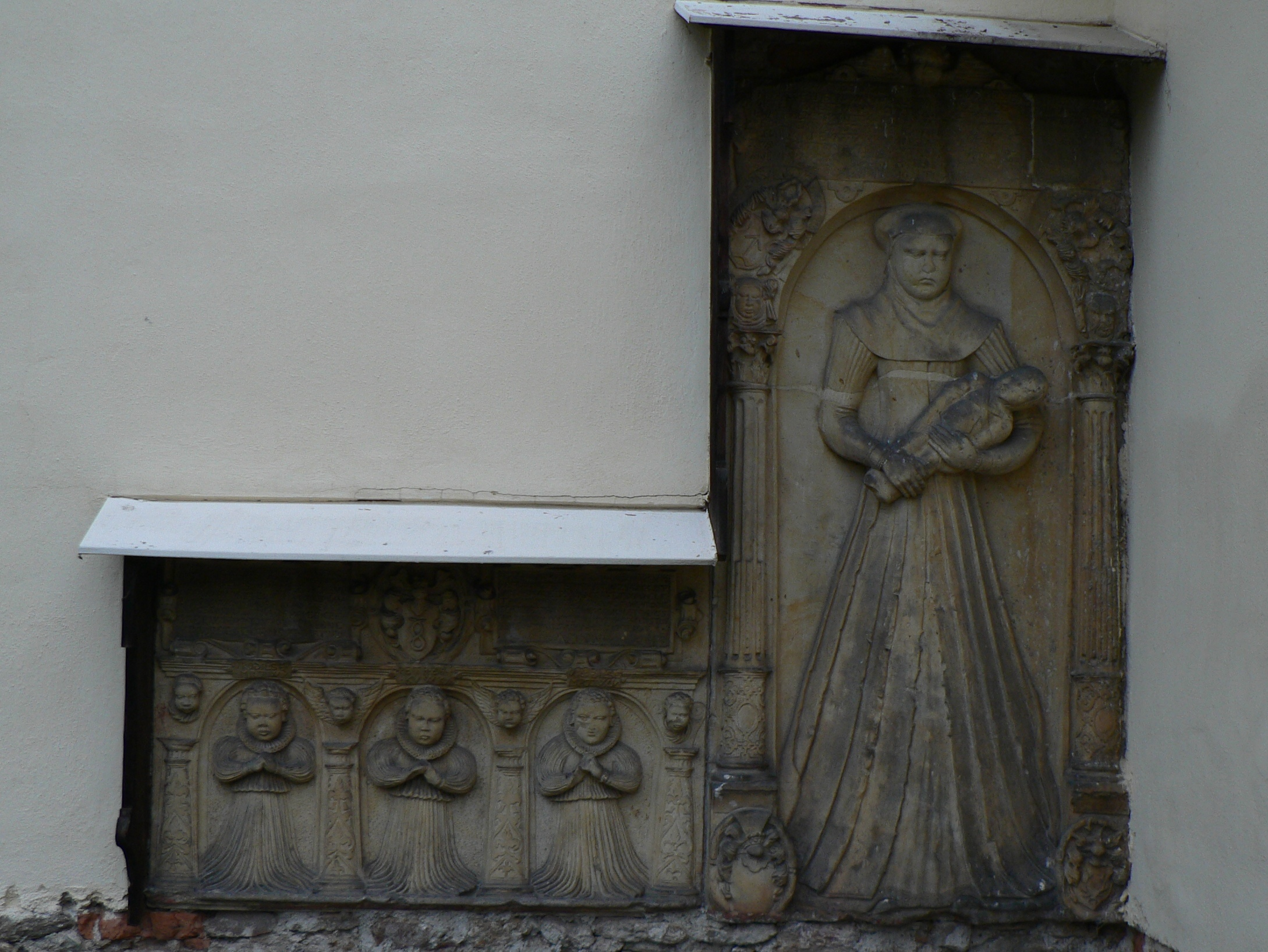
Renesanční náhrobek
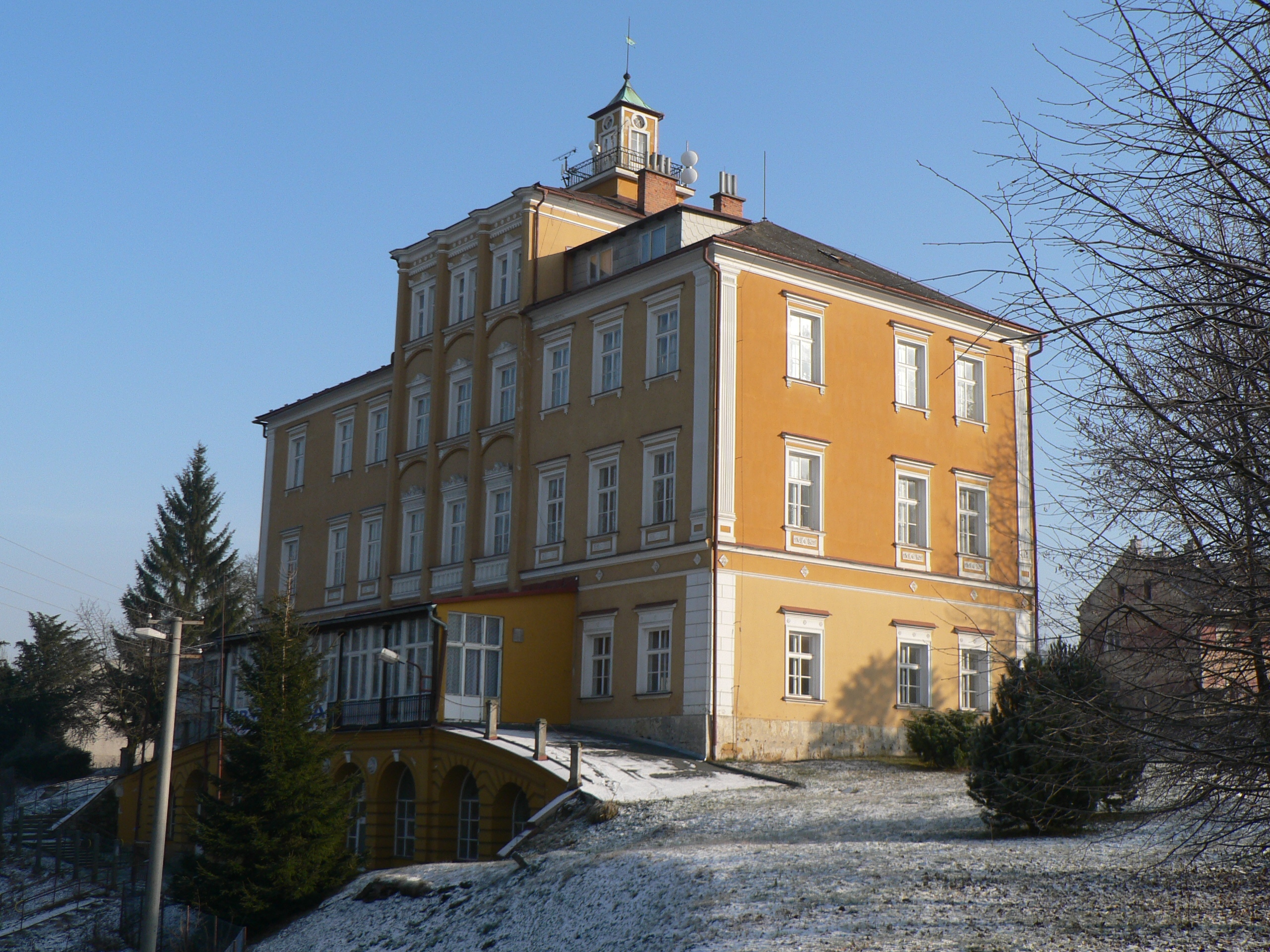
Zámek Třemešek
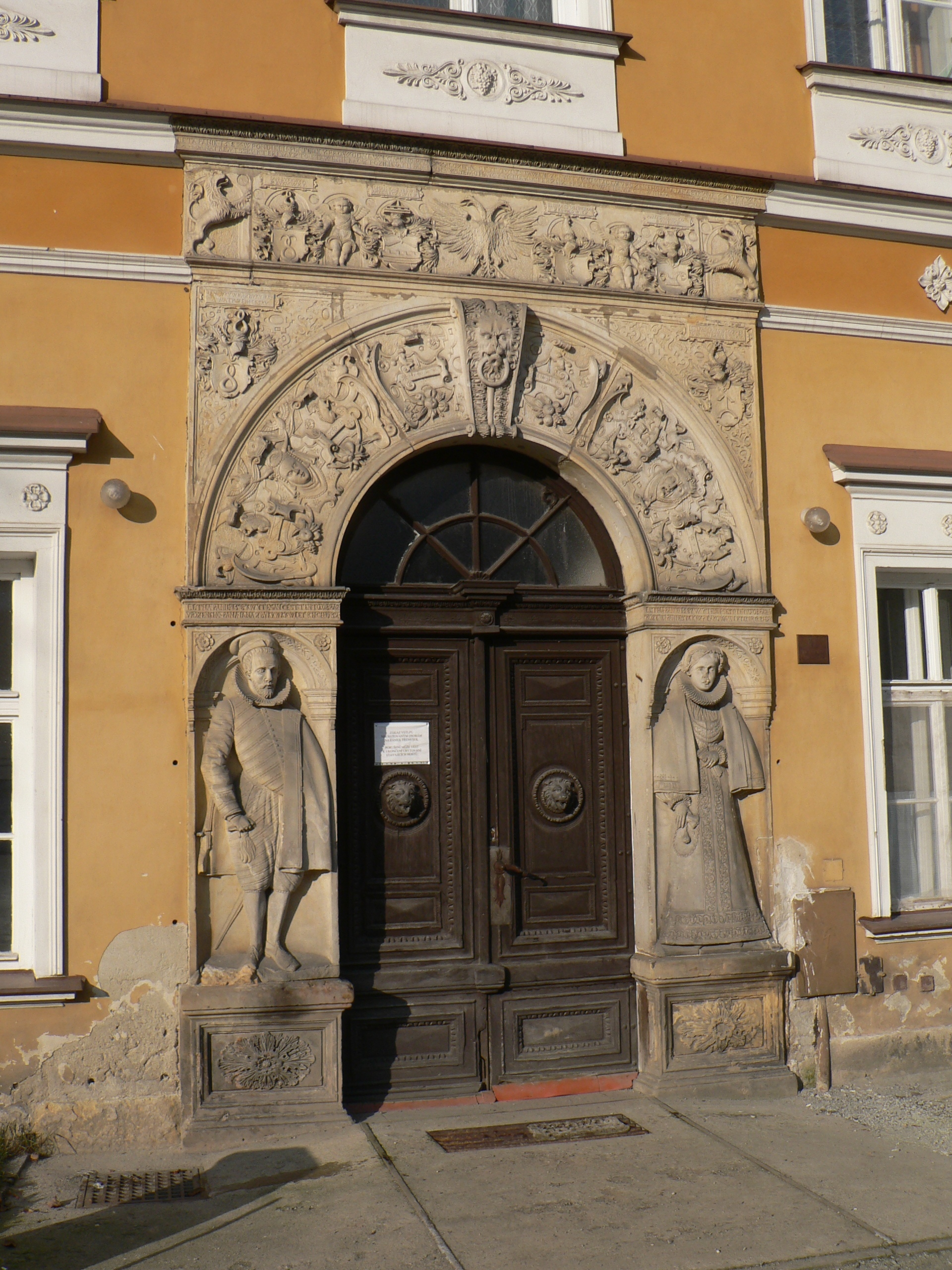
Portál zámku
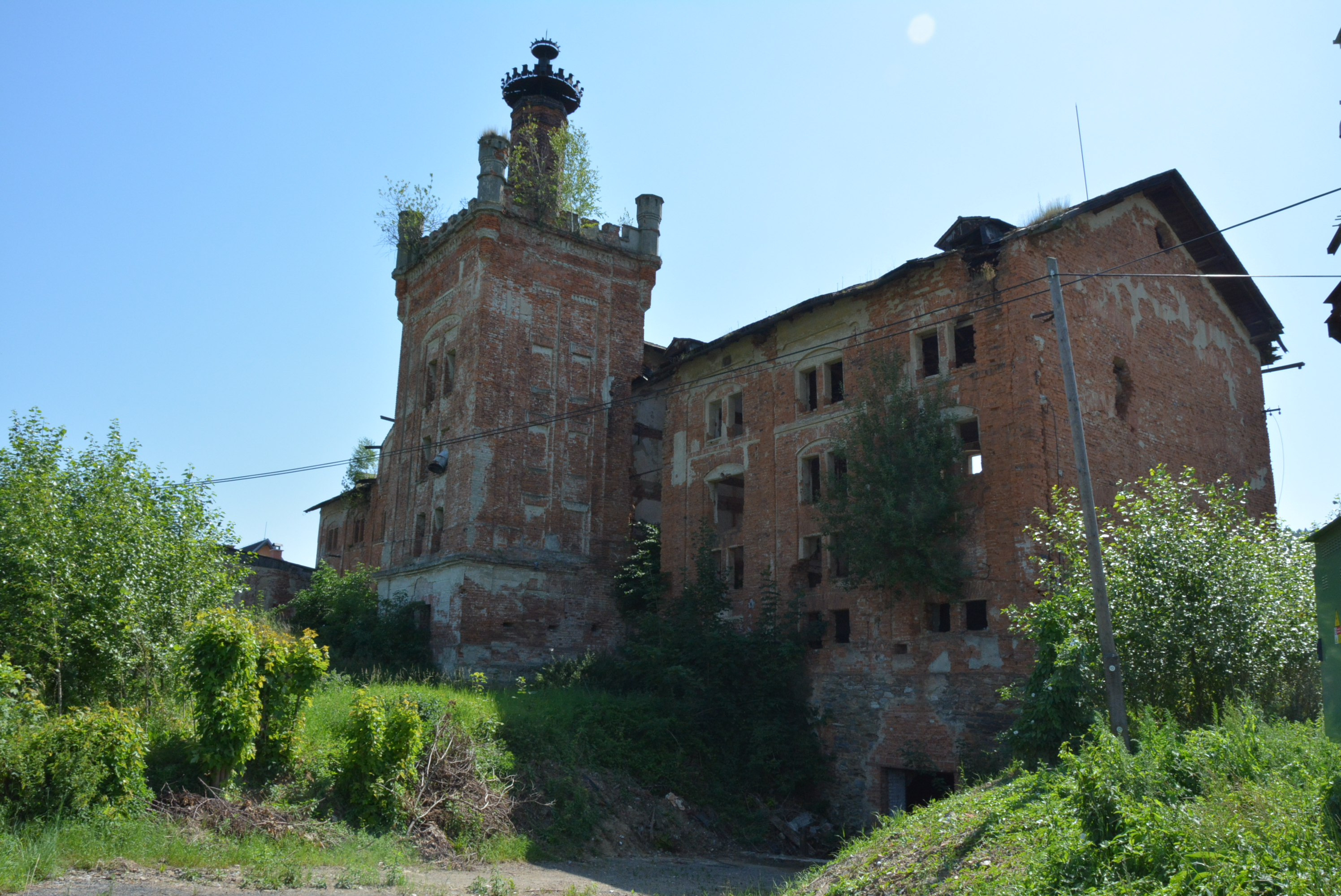
Bývalý pivovar
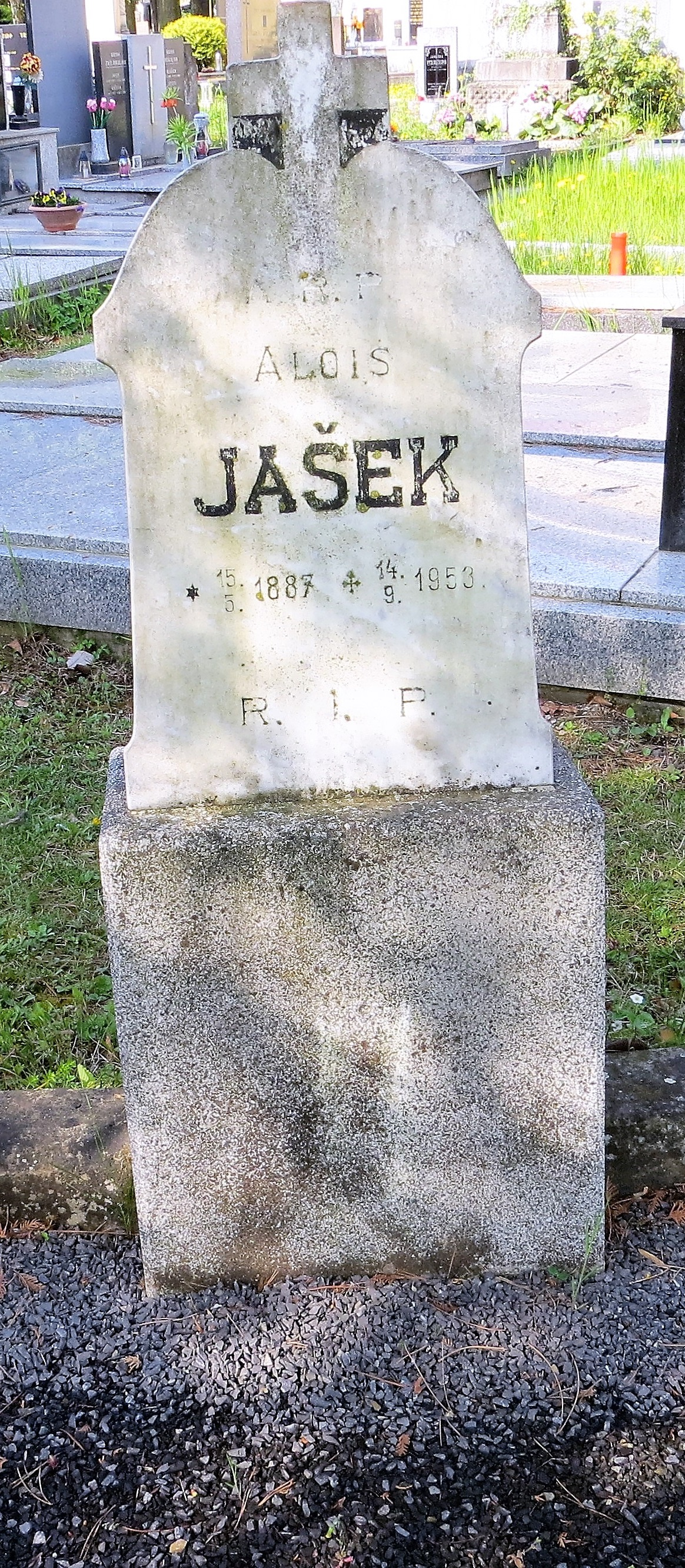
P. Alois Jašek: hrob

## Rodáci
- Alois Jašek, OH (15. 5. 1887 – 14. 9. 1953 v Prostějově), vysvěcen 1912 v Olomouci, literát, katecheta na měšťanských školách v Prostějově
- Alois Král, profesor stavitelství a rektor Univerzity v Lublani
- Jan Kranich, profesor, přírodovědec a popularizátor přírodních věd, redaktor časopisu Příroda a škola (pamětní deska na domě č.p. 97)